# Westermannia rajata
Westermannia rajata är en fjärilsart som beskrevs av Kobes 1983. Westermannia rajata ingår i släktet Westermannia och familjen trågspinnare. Inga underarter finns listade i Catalogue of Life.